# Sybaris tunicatus
Sybaris tunicatus là một loài bọ cánh cứng trong họ Meloidae. Loài này được L. Redtenbacher miêu tả khoa học năm 1844.